# 경관의 피
《경관의 피》는 2022년 1월 5일에 개봉한 대한민국의 영화이다. 2020년 개봉 예정이었으나 코로나19 범유행으로 개봉이 지연되었다.

## 캐스팅
- 조진웅: 박강윤 역
- 최우식: 최민재 역
- 박희순: 황인호 역
- 권율: 나영빈 역
- 박명훈: 차동철 역
- 이얼: 서중호 역
- 이현욱
- 백현진
- 박정범
- 이성우: 한 팀장 역
- 손인용: 문 형사 역
- 차엽
- 윤진영
- 박상훈
- 정종우
- 엄지만
- 박재철: 응급대원 역
- 이태구
- 곽민석: 고위급 2 역
- 이왕수: 야쿠자 1 역

## 흥행
| 1월 5일  | 1월 6일  | 1월 7일  | 1월 8일  | 1월 9일  | 1월 10일 | 1월 11일 | 1월 12일 | 1월 13일 | 1월 14일 |
| -------- | -------- | -------- | -------- | -------- | -------- | -------- | -------- | -------- | -------- |
| 1        | 2        | 2        | 2        | 2        | 2        | 2        | 4        | 4        | 4        |
| 1월 15일 | 1월 16일 | 1월 17일 | 1월 18일 | 1월 19일 | 1월 20일 | 1월 21일 | 1월 22일 | 1월 23일 | 1월 24일 |
| 4        | 4        | 4        | 4        | 4        | 4        | 4        | 4        | 4        | 4        |
| 1월 25일 | 1월 26일 | 1월 27일 | 1월 28일 | 1월 29일 | 1월 30일 | 1월 31일 | 2월 1일  | 상영 끝  | 상영 끝  |
| 4        | 7        | 11       | 10       | 11       | 11       | 10       | 9        | 상영 끝  | 상영 끝  |